# Форт Стюарт
Форт Стюарт (на английски: Fort Stewart) е селище в Джорджия в югоизточната част на Съединените американски щати. Населението му е около 4 900 души (2010).
Разположено е на 5 метра надморска височина в Южната крайбрежна равнина, на 48 километра северозападно от брега на Атлантическия океан и на 50 километра югозападно от Савана. Селището е основано през 1941 година като военна база и продължава да се използва и в наши дни като гарнизон на Трета пехотна дивизия.

## Известни личности
Родени във Форт Стюарт
- Калид (р. 1998), музикант